# Жоффруа де Сержин
Жоффруа́ де Сержи́н (фр. Geoffroy de Sergines; ок. 1205 — 11 апреля 1269) — французский рыцарь, служивший королю Людовику IX. Сенешаль (1254—1267?) и бальи (1259—1263) Иерусалимского королевства.

## Происхождение
Жоффруа происходил из местечка Сержин (фр. Sergines) к северу от Санса. Его семья была тесно связана с церковью: брат был аббатом Сен-Жак-де-Провен. Пьер де Сержин (фр. Pierre de Sergines), архиепископ Тира, захваченный мусульманами в битве при Форбии в 1244 году, и Маргарет де Сержин, аббатисса Монтивилье (фр. Abbaye de Montivilliers), также могли быть его родственниками.
В 1236 году с позволения своего прежнего сеньора Гуго, графа Блуа, Жоффруа стал прямым вассалом короля Людовика Французского. Жан де Жуанвиль называет его одним ближайших доверенных лиц короля.

## Участие в крестовых походах
Жоффруа упоминается в связи с военными действиями в Палестине в 1242 и 1244 годах. Наиболее вероятной датой его прибытия в Утремер представляется 1 сентября 1239 года — в составе крестоносных войск Тибо Шампанского и Гуго Бургундского. Он вернулся во Францию в 1244 году, а в 1248 году присоединился к крестовому походу короля Людовика и показал себя преданным вассалом и отважным рыцарем. Жоффруа был одним из восьми избранных спутников, охранявших короля при Дамьетте. На протяжении всего похода он состоял в королевском совете, на него возлагались важные обязанности. 5 апреля 1250 года при Фарискуре он один находился при короле и охранял его. Людовик позднее сказал, что Жоффруа защитил его от сарацин, подобно тому, как хороший слуга бьёт мух вокруг своего господина.

## Служба в Иерусалимском королевстве

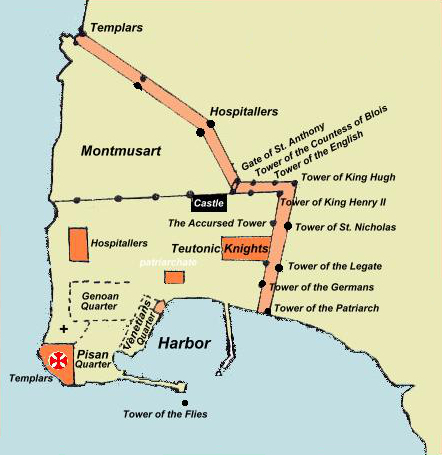
План Акры XIII века

Отплывая из Утремера во Францию в апреле 1254 года, король назначил Жоффруа сенешалем Иерусалимского королевства и оставил в его распоряжении небольшой отряд из 100 рыцарей и 100 сержантов. Жоффруа, как капитан этого отряда (capitaneus super gentem regis Francorum), впоследствии испытывал острый недостаток средств для выплаты жалования: в 1267 году ему пришлось заложить личное имущество и занять 3000 турских ливров, чтобы собрать 10000 ливров для годичной платы своим людям. Из рыцарей отряда известны Эрар де Валери и Оливье де Терм, ставший капитаном после смерти Жоффруа.
В случае отсутствия короля и регента, Жоффруа, как сенешаль, де факто являлся первым лицом государства, председательствуя в Высокой курии (Haute Cour), верховном совете феодалов королевства, и заведуя Секретом (Secrete), королевской финансовой службой и сокровищницей.
Плезанция Антиохийская, бывшая регентом своего юного сына Гуго, короля Кипра и сеньора Иерусалимского королевства, прибыв в Акру, назначила Жоффруа бальи королевства (1 мая 1259 года).
На этом посту он запомнился решительными действиями: повесил множество воров и убийц, причём ни один преступник не мог получить пощады, даже использовав семейные или дружеские связи либо взятки. В частности, во время беспорядков, сопутствовавших вооружённому противостоянию венецианцев и генуэзцев (война святого Саввы), Жоффруа во главе вооружённого отряда вошёл в пизанский квартал Акры, чтобы схватить на полной народа улице и затем повесить некоего рыцаря Жана Ренье, убийцу епископа Фамагусты Стефана Мезельского. Для горожан это стало неожиданным решением, поскольку колонии купцов в Акре, являвшиеся по сути государствами в государстве, крайне ревниво относились к вмешательству королевских властей в свои внутренние дела.
В 1263 году Жоффруа возглавил вылазку против осаждавших Акру войск мамлюкского султана Бейбарса и был ранен. В 1264 году Жоффруа с акрскими рыцарями, выступив из Акры, направилися грабить земли Аскалона — в качестве мести за пленение мусульманами кастеляна Яффы. 15 июня они разбили двух эмиров, а 5 ноября разорили окрестности Бейсана.
Жоффруа де Сержин стал для современников воплощением рыцарских достоинств, классическим «рыцарем без страха и упрёка». Трувер Рютбёф воспел его в «Плаче о монсеньоре Жоффруа де Сержине» (Complainte de Monseigneur Geoffroy de Sergines). По словам летописцев, он сохранял мир в стране и был хорошим юстициарием. В 1262 году в награду за службу в Святой земле папа Урбан IV даровал Жоффруа различные духовные привилегии. Тем не менее, по мнению Ж. Ришара, Жоффруа де Сержин был блестящим рыцарем, но посредственным политиком. Во время монгольского вторжения в Сирию, он, как впрочем никто из франкских вельмож, не увидел важности ведения переговоров и заключения союза с монголами против мусульман.